# Nehbet
Nehbet (nḫb.t) az ókori egyiptomi vallás egyik istennője. Keselyű formában tisztelték, Felső- Egyiptom védőistennője, így a birodalom egyik védelmező istensége volt. Alsó-Egyiptom védőistennőjével, Uadzsettel együtt ők voltak a „Két úrnő” (nebti), ami a fáraó ötelemű titulatúrájának egy eleme is. Kultusza valószínűleg már a predinasztikus időkben kialakult; lehetséges, hogy Felső-Egyiptomban teremtő vagy anyaistenségként tisztelték, esetleg égistennő volt. Közeli kapcsolatban állhatott a felső-egyiptomi uralkodóházzal.
Nehbet nevének jelentése: Nehebből származó. Ez a város, mely az istennő kultuszközpontja volt, közel feküdt Nehenhez, Felső-Egyiptom predinasztikus fővárosához, így az istennő az országrész egyik jelképévé vált, és az egyesítés után összefüggésbe hozták Felső-Egyiptom fehér koronájával. Ebben a szerepében a király isteni anyja is; a Piramisszövegek tehén formájú anyaistennőként ábrázolják. Később azonosították Ízisszel, Hathorral is. Az újbirodalom és a későkor idején a gyermekszülésnél segédkező istennőként is tisztelték, emiatt a görögök Eileithüiával azonosították isteneik közül.
Az egyiptomi nyelvben az anya és keselyű szavak (mwt) megegyeztek; feltételezések szerint az összefüggésbe hozást az okozhatta, hogy a keselyűk nagyon gondoskodók a kicsinyeikről, de mivel más kultúrák is imádtak keselyűforma anyaistennőket, és egyiptomi ábrázolásokon megjelenik az ellenségek holttestét marcangoló keselyű is, elképzelhető, hogy olyan, abszolút hatalmú istennőt láttak benne, aki képes életet adni és elvenni is.

## Ikonográfiája
Leggyakrabban keselyű (Vultur auricularis) formájában ábrázolták, időnként az örökkévalóságot jelképező sen-gyűrűvel karmai közt. Időnként Uadzsethez hasonlóan kobraként is ábrázolták (ahogy Uadzsetet időnként keselyűként), hogy a két istennő közös funkcióját hangsúlyozzák; Nehbet ilyenkor gyakran a fehér koronát viseli. Antropomorf ábrázolása keselyűfejdíszes vagy Felső-Egyiptom fehér koronáját viselő nőalak. Az V. dinasztiabeli Szahuré halotti templomában emberalakban, a fáraó dajkájaként ábrázolják.

Nehbet istennő ábrázolása

A IV. dinasztia végén jelenik meg a királynék keselyűdíszes fejéke, ami a ptolemaida korig megmarad; ez jelentheti, hogy Nehbettel azonosítják a királynét (a másik jelentős keselyűistennő, Mut csak jóval később tett szert fontosságra).

## Kultuszhelye
Nehebi temploma eredetileg egyszerű, állatbőrrel borított faépítményből állhatott, hasonlóan a legkorábbi egyiptomi templomokhoz; később, például a III. dinasztiabeli Dzsószer jubileumi udvarán kőből emeltek hasonló épületeket. Egy aranyból készült hasonló szentélyt megtaláltak Tutanhamon sírjában (KV62), ennek tetejét keselyűalakok díszítették.
II. Amenhotep újjáépíttette az istennő nehebi templomát; az alapozási lerakatban termékenységistennő-figurákat is elhelyeztek, ami mutatja, hogy az istennőnek még mindig tisztelték ezt az aspektusát is. III. Amenhotep is építtetett neki itt egy kis templomot. Városi templomát a ramesszida korban is bővítették, és a közelben a ptolemaidák is építtettek templomot neki.
A közelben kialakított újbirodalmi sziklasírok egyikében, Paheri polgármester sírjában a bejáratnál Nehbet tiszteletére írt himnusz olvasható:
Tisztelet neked, ó, a völgy bejáratának úrnője, az ég úrnője,
Istenek úrnője,
Kormányrúdja annak, akinek nincs evezője,
Bíró az égen és a földön,
Gyönyörű csillag, mely láthatatlan, kivéve szép időkben.